# Эракович, Марина
Марина Эракович (хорв. Marina Eraković; родилась 6 марта 1988 года в Сплите, СФРЮ) — новозеландская теннисистка югославского происхождения; полуфиналистка одного турнира Большого шлема в парном разряде (Уимблдон-2011); победительница девяти турниров WTA (один — в одиночном разряде); победительница двух юниорских турнира Большого шлема в парном разряде (Открытый чемпионат США-2004, Открытый чемпионат Австралии-2005); победительница двух парных турниров Orange Bowl (2003, 2004); финалистка двух юниорских турнира Большого шлема в парном разряде (Уимблдон-2004, -2005).

## Общая информация
Марина — одна из двух детей югославских эмигрантов Младена и Любляны Эраковичей.
В шестилетнем возрасте, на новозеландских кортах, по инициативе отца и старшей сестры Юлии, уроженка Сплита сделала свои первые шаги в теннисе. Её любимое покрытие — хард.
Эракович с юниорских лет выступает под флагом Новой Зеландии, поиграв за юниорскую и взрослую сборную страны в Кубке Федерации.

## Спортивная карьера

### Начало карьеры
Эракович обратила на себя внимание ещё на юниорском этапе карьеры. Она добилась хороших результатов в парном разряде. На престижном юниорском турнире Orange Bowl она дважды выигрывала парные соревнования в 2003 и 2004 годах. В 2004 года она вышла в финал парного юниорского Уимблдонского турнира совместно с Моникой Никулеску. В том же сезоне она выиграла парный Открытый чемпионат США среди девушек в дуэте с Михаэллой Крайчек. В январе 2005 года Марина в альянсе с Викторией Азаренко победила на юниорском парном Открытом чемпионате Австралии. Летом в команде с Никулеску второй год подряд Эракович доходит до финала юниорского парного турнира.
Ещё в апреле 2004 года Эракович дебютирует в составе сборной Новой Зеландии в отборочном розыгрыше Кубка Федерации. В январе 2005 года в возрасте 16 лет Эракович впервые выступила в WTA-туре, получив специальное приглашение на домашний турнир в Окленде. В марте того же года она выиграла свой первый титул из цикла ITF на 10-тысячнике в Австралии. К октябрю 2007 года в её активе было пять титулов ITF, среди которых один был завоеван на 50-тысячнике в Китае.
В январе 2008 года Эракович хорошо выступила на турнире WTA в Окленде. Она впервые в карьере вышла в полуфинал в туре. Для этого в четвертьфинале она обыграла первого номера посева на турнире Веру Звонарёву. Следующий раз до полуфинала Марина доходит в конце февраля на зальном турнире в Мемфисе. После него она впервые в рейтинге поднимается в топ-100. В мае Эракович вышла в финал в парном разряде на турнире в Стамбуле (с Полоной Херцог), а также на Открытом чемпионате Франции впервые сыграла в основной сетке взрослых соревнований серии Большого шлема и прошла в итоге во второй раунд. В июне Марина выиграла 50-тысячник ITF в Сербитоне и вышла в полуфинал турнира WTA в Бирмингеме. На турнире в Хертогенбосе Эракович завоевала свой дебютный титул в туре, выиграв его в парном разряде в альянсе с Михаэллой Крайчек. На Уимблдонском турнире теннисистка из Новой Зеландии смогла выйти в третий раунд. В августе она сыграла на первых для себя Олимпийских играх, которые проводились в Пекине. В первом же раунде она уступила японке Аюми Морите. На Открытом чемпионате США в дуэте с Еленой Костанич-Тошич Эракович выходит в четвертьфинал парных соревнований. В октябре она выиграла сразу два парных трофея. Сначала на турнире в Токио в паре с Джилл Крейбас, а затем в Люксембурге в партнёрстве с Сораной Кырстя.

### 2009—2012

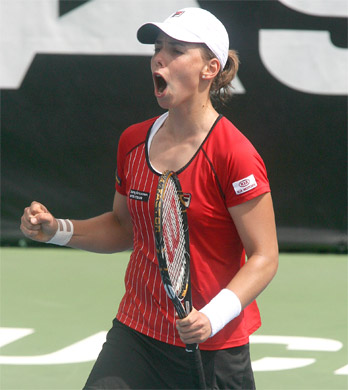
Эракович на турнире в Окленде 2009 года

С апреля по октябрь 2009 года Эракович не принимала участие в турнирах из-за травмы бедра. В феврале 2010 года она выиграла парный приз турнира в Паттайе в паре с местной теннисисткой Тамарин Танасугарн. В июле с Анной Чакветадзе она вышла в парный финал турнира в Портороже.
Следующего парного финала Эракович добилась уже в январе 2011 года на турнире в Окленде, где сыграла в команде с Софией Арвидссон. Летом того же года на Уимблдонском турнире ей удалось выйти в полуфинал парных соревнований в альянсе с Тамарин Танасугарн. В июле на Премьер-турнире в Станфорде Марина в матче второго раунда уже одиночных соревнований сумела выиграть четвёртую ракетку мира Викторию Азаренко и попасть в четвертьфинал. В сентябре на турнире в Квебеке она впервые попала в одиночный финал WTA. В решающем матче Эракович проиграла чешке Барборе Стрыцовой со счётом 6-4, 1-6, 0-6. В октябре она выиграла пятый в карьере парный титул WTA, взяв его на турнире в Линце в дуэте с россиянкой Еленой Весниной.
В январе 2012 года Эракович в альянсе с Чжуан Цзяжун оформила выход в парный финал турнира в Хобарте. В феврале она во второй раз в карьере сыграла в одиночном финале WTA, попав в него на турнире в Мемфисе. В шаге от титула её остановила София Арвидссон — 3-6, 4-6. В мае Марина вышла в полуфинал на турнире в Будапеште и после него заняла самую высокую для себя — 39-ю строчку в одиночном рейтинге. В июле она выигрывает первый в сезоне парный трофей на турнире в Станфорде, где Эракович выступила в паре с Хезер Уотсон. В начале августа она выступила на своей второй Олимпиаде, которая проводились в Лондоне. В первом раунде представительница Новой Зеландии проиграла Александре Возняк из Канады. После Олимпиады Эракович выиграла ещё один парный трофей совместно с Хезер Уотсон на турнире в Грейпвайне. Осенью часть сезона Эракович была вынуждена пропустить из-за травмы бедра.

### 2013—2017
В феврале 2013 года Эракович выиграла свой первый в карьере одиночный турнир WTA. Она смогла победить на зальном турнире в Мемфисе, где год назад он сыграла в финале. На этот раз Марина в решающем поединке обыграла немку Сабину Лисицки на отказе соперницы во втором сете от продолжения борьбы при счёте 6-1, 0-0 в пользу Эракович. В мае на престижном премьер-турнире в Мадриде Эракович дошла до парного финала в дуэте с Карой Блэк. Через две недели после этого Блэк и Эракович сыграли в парном финале турнира в Страсбурге. На Открытом чемпионате Франции их команды добралась до четвертьфинала в женской паре, а в одиночках Эракович впервые вышла в третий раунд на кортах Ролан Гаррос. В июне Блэк и Эракович вышли в парный финал турнира на траве в Бирмингеме. На Уимблдонском турнире Марина вышла в третий раунд в одиночках. В сентябре она добралась до финала турнира в Квебеке, но в решающей встрече проиграла титул Луции Шафаржовой — 4-6, 3-6.
На Открытом чемпионате Франции 2014 года Эракович в союзе с испанской теннисисткой Аранчей Паррой Сантонхой попала в четвертьфинал. В июне их дуэт смог выиграть парный соревнования в Хертогенбосе. Летом на турнире в Вашингтоне Марина единственный раз в сезоне вышла в полуфинал WTA в одиночном разряде. В конце августа Парра Сантонха и Эракович сыграли в парном финале в Нью-Хейвене.
С 2015 года результаты Эракович пошли на спад и она теряет место в топ-100 одиночного и парного рейтинга. В феврале того сезона она отметилась выходом в полуфинал на турнире в Паттайе. Этот результат стал для неё лучшим в сезоне. В апреле 2016, пройдя из-за низкого рейтинга квалификационный отбор на турнир в Рабате, Эракович неожиданно смогла выйти в финал. В борьбе за главный приз она проиграла Тимее Бачински — 2-6, 1-6. Через квалификацию она отобралась летом на Уимблдонский турнир, где смогла по итогу достичь третьего раунда и пройти во втором № 24 в мире Елену Янкович. В 2017 году Эракович пыталась вернуться на прежний уровень, но результаты в целом не позволяли ей высоко подняться в рейтинге. Последний профессиональный турнир она сыграла в ноябре и в декабре следующего года официально объявила о завершении карьеры.

## Итоговое место в рейтинге WTA по годам
| Год  | Одиночный рейтинг | Парный рейтинг |
| 2017 | 164               | 276            |
| 2016 | 114               | 161            |
| 2015 | 134               | 110            |
| 2014 | 76                | 42             |
| 2013 | 48                | 28             |
| 2012 | 67                | 54             |
| 2011 | 61                | 48             |
| 2010 | 324               | 82             |
| 2009 | 232               | 351            |
| 2008 | 60                | 43             |
| 2007 | 161               | 258            |
| 2006 | 160               | 274            |
| 2005 | 213               | 677            |

## Выступления на турнирах

### Финалы турнировWTAв одиночном разряде (5)

#### Победы (1)
| Легенда: До 2009 года      | Легенда: С 2009 года  |
| -------------------------- | --------------------- |
| Турниры Большого шлема (0) |                       |
| Олимпиада (0)              |                       |
| Итоговый турнир WTA (0)    |                       |
| 1-я категория (0)          | Premier Mandatory (0) |
| 2-я категория (0)          | Premier 5 (0)         |
| 3-я категория (0+3*)       | Premier (0+1)         |
| 4-я категория (0)          | International (1+4)   |
| 5-я категория (0)          | International (1+4)   |

| Титулы по покрытиям | Титулы по месту проведения матчей турнира |
| ------------------- | ----------------------------------------- |
| Хард (1+6*)         | Зал (1+2)                                 |
| Грунт (0)           | Зал (1+2)                                 |
| Трава (0+2)         | Открытый воздух (0+6)                     |
| Ковёр (0)           | Открытый воздух (0+6)                     |

* количество побед в одиночном разряде + количество побед в парном разряде.
| №  | Дата            | Турнир      | Покрытие | Соперница в финале | Счёт        |
| 1. | 24 февраля 2013 | Мемфис, США | Хард(i)  | Сабина Лисицки     | 6-1 — отказ |

#### Поражения (4)
| №  | Дата             | Турнир             | Покрытие | Соперница в финале         | Счёт        |
| 1. | 18 сентября 2011 | Квебек, Канада     | Ковёр(i) | Барбора Заглавова-Стрыцова | 6-4 1-6 0-6 |
| 2. | 25 февраля 2012  | Мемфис, США        | Хард(i)  | София Арвидссон            | 3-6 4-6     |
| 3. | 15 сентября 2013 | Квебек, Канада (2) | Ковёр(i) | Луция Шафаржова            | 4-6 3-6     |
| 4. | 30 апреля 2016   | Рабат, Марокко     | Грунт    | Тимея Бачински             | 2-6 1-6     |

### Финалы турнировITFв одиночном разряде (17)

#### Победы (12)
| Легенда:                     |
| ---------------------------- |
| 100.000 USD (0)              |
| 80.000 (75.000**) USD (0+2*) |
| 60.000 (50.000**) USD (2)    |
| 25.000 USD (8+4)             |
| 15.000 (10.000**) USD (2)    |

** призовой фонд до 2017 года
| Титулы по покрытиям | Титулы по месту проведения матчей турнира |
| ------------------- | ----------------------------------------- |
| Хард (5+2*)         | Зал (1+1)                                 |
| Грунт (3+1)         | Зал (1+1)                                 |
| Трава (4+2)         | Открытый воздух (11+5)                    |
| Ковёр (0+1)         | Открытый воздух (11+5)                    |

* количество побед в одиночном разряде + количество побед в парном разряде.
| №   | Дата            | Турнир                        | Покрытие | Соперница в финале   | Счёт        |
| 1.  | 6 марта 2005    | Варрнамбул, Австралия         | Трава    | Даниэлла Доминикович | 6-2 4-6 6-3 |
| 2.  | 20 марта 2005   | Ярравонга, Австралия          | Трава    | Эмили Хьюсон         | 6-3 4-6 6-4 |
| 3.  | 3 сентября 2006 | Алфен-ан-ден-Рейн, Нидерланды | Грунт    | Андреа Петкович      | 4-6 6-2 7-5 |
| 4.  | 15 октября 2006 | Мельбурн, Австралия           | Хард     | Кейси Деллакква      | 6-1 0-6 6-4 |
| 5.  | 29 октября 2006 | Пекин, Китай                  | Хард(i)  | Алла Кудрявцева      | 6-2 6-1     |
| 6.  | 14 октября 2007 | Рокгемптон, Австралия         | Хард     | Софи Фергюсон        | 7-6(5) 7-5  |
| 7.  | 21 октября 2007 | Джимпи, Австралия             | Хард     | Софи Фергюсон        | 6-4 6-3     |
| 8.  | 9 февраля 2008  | Милдьюра, Австралия           | Трава    | Чжан Кайчжэнь        | 6-3 6-1     |
| 9.  | 7 июня 2008     | Сербитон, Великобритания      | Трава    | Энн Кеотавонг        | 6-4 6-2     |
| 10. | 13 марта 2011   | Ирапуато, Мексика             | Хард     | Андрея Клепач        | 7-5 6-4     |
| 11. | 3 апреля 2011   | Пелем, США                    | Грунт    | Рената Ворачова      | 6-4 2-6 6-1 |
| 12. | 10 апреля 2011  | Джексон, США                  | Грунт    | Айла Томлянович      | 6-1 6-2     |

#### Поражения (5)
| №  | Дата            | Турнир              | Покрытие | Соперница в финале     | Счёт           |
| 1. | 13 марта 2005   | Беналла, Австралия  | Трава    | Юань Мэн               | 4-6 4-6        |
| 2. | 29 июля 2007    | Ла-Корунья, Испания | Хард     | Неуза Силва            | 6-0 5-7 3-6    |
| 3. | 5 августа 2007  | Виго, Испания       | Хард     | Оливия Санчес          | Без игры       |
| 4. | 17 февраля 2008 | Берри, Австралия    | Трава    | Николь Криз            | 4-6 6-4 6-7(3) |
| 5. | 30 марта 2014   | Оспри, США          | Грунт    | Анна Каролина Шмидлова | 2-6 3-6        |

### Финалы турнировWTAв парном разряде (16)

#### Победы (8)
| №  | Дата            | Турнир                      | Покрытие | Партнёрша             | Соперницы в финале                   | Счёт              |
| 1. | 21 июня 2008    | Хертогенбос, Нидерланды     | Трава    | Михаэлла Крайчек      | Лига Декмейере Анжелика Кербер       | 6-3 6-2           |
| 2. | 5 октября 2008  | Токио, Япония               | Хард     | Джилл Крейбас         | Аюми Морита Айко Накамура            | 4-6 7-5 [10-6]    |
| 3. | 26 октября 2008 | Люксембург                  | Хард(i)  | Сорана Кырстя         | Вера Душевина Мария Корытцева        | 2-6 6-3 [10-8]    |
| 4. | 14 февраля 2010 | Паттайя, Таиланд            | Хард     | Тамарин Танасугарн    | Анна Чакветадзе Ксения Первак        | 7-5 6-1           |
| 5. | 16 октября 2011 | Линц, Австрия               | Хард(i)  | Елена Веснина         | Анна-Лена Грёнефельд Юлия Гёргес     | 7-5 6-1           |
| 6. | 15 июля 2012    | Станфорд, США               | Хард     | Хезер Уотсон          | Ярмила Гайдошова Ваня Кинг           | 7-5 7-6(7)        |
| 7. | 25 августа 2012 | Грейпвайн, США              | Хард     | Хезер Уотсон          | Лига Декмейере Ирина Фалькони        | 6-3 6-0           |
| 8. | 21 июня 2014    | Хертогенбос, Нидерланды (2) | Трава    | Аранча Парра Сантонха | Михаэлла Крайчек Кристина Младенович | 0-6 7-6(5) [10-8] |

#### Поражения (8)
| №  | Дата            | Турнир                    | Покрытие | Партнёрша             | Соперницы в финале                     | Счёт                 |
| 1. | 24 мая 2008     | Стамбул, Турция           | Грунт    | Полона Херцог         | Джилл Крейбас Ольга Говорцова          | 1-6 2-6              |
| 2. | 24 июля 2010    | Порторож, Словения        | Хард     | Анна Чакветадзе       | Мария Кондратьева Владимира Углиржова  | 4-6 6-2 [7-10]       |
| 3. | 8 января 2011   | Окленд, Новая Зеландия    | Хард     | София Арвидссон       | Квета Пешке Катарина Среботник         | 3-6 0-6              |
| 4. | 14 января 2012  | Хобарт, Австралия         | Хард     | Чжуан Цзяжун          | Ирина-Камелия Бегу Моника Никулеску    | 7-6(4) 6-7(4) [5-10] |
| 5. | 11 мая 2013     | Мадрид, Испания           | Грунт    | Кара Блэк             | Анастасия Павлюченкова Луция Шафаржова | 2-6 4-6              |
| 6. | 25 мая 2013     | Страсбург, Франция        | Грунт    | Кара Блэк             | Кимико Датэ-Крумм Шанель Схеперс       | 4-6 6-3 [12-14]      |
| 7. | 16 июня 2013    | Бирмингем, Великобритания | Трава    | Кара Блэк             | Эшли Барти Кейси Деллакква             | 5-7 4-6              |
| 8. | 24 августа 2014 | Нью-Хэйвен, США           | Хард     | Аранча Парра Сантонха | Андрея Клепач Сильвия Солер-Эспиноса   | 5-7 6-4 [7-10]       |

### Финалы турнировITFв парном разряде (11)

#### Победы (6)
| №  | Дата            | Турнир              | Покрытие | Партнёрша          | Соперницы в финале             | Счёт              |
| 1. | 30 июня 2007    | Падуя, Италия       | Грунт    | Марет Ани          | Ванесса Хенке Андреа Петкович  | 6-4 6-4           |
| 2. | 28 июля 2007    | Ла-Корунья, Испания | Хард     | Мелани Саут        | Андреа Главачкова Юстина Оцга  | 6-1 4-6 6-4       |
| 3. | 15 декабря 2007 | Дубай, ОАЭ          | Хард     | Моника Никулеску   | Юлиана Федак Анна Лапущенкова  | 7-6(1) 6-4        |
| 4. | 7 февраля 2008  | Милдьюра, Австралия | Трава    | Николь Криз        | Моника Адамчак Кристина Виллер | 6-4 6-4           |
| 5. | 17 февраля 2008 | Берри, Австралия    | Трава    | Николь Криз        | Шеннон Голдс Эмелин Старр      | 2-6 7-6(4) [10-3] |
| 6. | 28 ноября 2009  | Тоёта, Япония       | Ковёр(i) | Тамарин Танасугарн | Акари Иноуэ Акико Ёнэмура      | 6-1 6-4           |

#### Поражения (5)
| №  | Дата            | Турнир                    | Покрытие | Партнёрша          | Соперницы в финале               | Счёт            |
| 1. | 29 октября 2006 | Пекин, Китай              | Хард     | Ракель Копс-Джонс  | Цзи Чуньмэй Сунь Шэннань         | 2-6 2-6         |
| 2. | 16 апреля 2010  | Йоханнесбург, ЮАР         | Хард     | Тамарин Танасугарн | Виталия Дьяченко Эйрини Георгату | 3-6 7-5 [14-16] |
| 3. | 8 мая 2010      | Фукуока, Япония           | Ковёр    | Александра Панова  | Мисаки Дой Котоми Такахата       | 4-6 4-6         |
| 4. | 11 июня 2017    | Сербитон, Великобритания  | Трава    | Чжан Кайчжэнь      | Моника Адамчак Сторм Сандерс     | 5-7 4-6         |
| 5. | 18 июня 2017    | Манчестер, Великобритания | Трава    | Чжан Кайчжэнь      | Ан-Софи Местах Магдалена Фреш    | 4-6 6-7(5)      |